# Injera
Injera (også stavet Injerra eller Injira) er et blødt syret fladbrød fremstillet af teff-mel. Brødet spises traditionelt i Etiopien, Eritrea og Somalia. Melet og vand blandes til en dej og får lov til at stå og gære i et par dage. Herefter bages brødet som store pandekager.
Injera spises sammen med sammenkogte retter. Man afriver et stykke injera med højre hånd og tager hermed en passende mundfuld ragout. Injera er således både mad, tallerken og bestik.
Etiopiere, eritreanere og somaliere i udlandet benytter også hvede- byg- eller rismel og blander med teff-melet, som kan være svært at skaffe. Injera smager naturligvis forskelligt, hvis man benytter forskellige melblandinger.

## Eksterne links
- Science of Cooking: Ethiopian Injera – opskrift (engelsk)